# فلاديسلاف سافتشينكو
فلاديسلاف سافتشينكو هو لاعب كرة قدم أوكراني، ولد في 4 فبراير 2004 في باريشيفكا في أوكرانيا.